# Qatna
Qatna (arabisk قطنا, moderne navn Tell el-Mishrife, arabisk المشرفة) er en oldtidsby og et arkæologisk område i Wadi il-Aswad, et sideløb til Orontes, 18 km nordøst for Homs i Syrien. Området består af en byhøj, en tell, på 1 km2, hvilket gør den til en af de største byer fra bronzealderen i det vestlige Syrien. Højden er lokaliseret ved enden af et kalksteinplateau i den syriske ørken mod det frugtbare Homs-slette. Højden er navngivet efter den tilstødende moderne by al-Mishirfeh.
Det arkæologiske område er i dag omgivet av en lille kristen landsby oprettet i 1980'erne. Per 2000 boede der omkring 2.500 mennesker i Nye-Mishrife.

## Historie
De ældste fund ved Qatna er dateret til midten og slutningen af 2000-tallet f.Kr., skønt denne tidlige periode er ikke godt repræsenteret.
Fundet af en egyptisk sfinks fra 11. egyptiske dynasti tilhørende prinsesse Ita, datter af farao Amenemhet 2. (1875–1840 f.Kr.) viser tidlig egyptisk indflydelse, skønt det er ikke klart på hvilken tid, sfinksen kom til Qatna. Den blev fundet inden for ruinerne af et palads fra sen bronzealder.
Den første konge af Qatna (Qatanum) er kendt ved navn fra Mari-arkiverne og hed Ishi-Adad ("Haddad" eller "Adad er min støtte"), en amurru eller amorit. Han var forbundsfælde med Sjamsi-Adad 1. fra det nordlige Mesopotamien. Han blev efterfulgt af sin søn Amut-pî-el, som havde været guvernør af Nazala, mens han var kronprins. Det var på samme tid som Hammurabi af Babylon (1792–1750 f.Kr.). Beltum, søster til Amut-pî-el, blev gift med Jasmaj-Addu af Mari. Kontakterne mellem Mari og Qatna definerede hende som hovedhustru af Jasmaj-Addu. Hendes mor kan have været Lammassi-Assur fra Assur eller Ekallatum. Zimri-Lim af Mari var gift med en anden prinsesse fra Qatna, Dam-hurasim. Efter, at Hammurapi ødelagde byen Mari, blev de skriftlige kilder om Qatna langt mere sparsommelige. Yamkhad (i dagens Aleppo) blev Qatnas mægtigste naboby, dateret fra kongedømmet il Jarim–Lim III, og Qatna blev midlertidig domineret af Yamkhad.
Med udviklingen af Mitanni-riget i det nordlige Mesopotamien blev Qatna underlagt dette, men byen lå i et omstridt område i grænseegnene mellem Mitanni og Egypten. Inskriptionen på det såkaldte Nin-Egal-tampel (en del af det kongelige palads, rum C) viser, at Mittanni var tilstede i Qatna. Krigstogterne under faraoerne Amenhotep 1. (1515–1494 f.Kr.) og Thutmosis 1. (1494–1482 f.Kr.) i Syria kan have nået frem til Qatna, men det er ingen utvetydige beviser på det. På det syvende pylon Amontempel i Karnak nævner Thutmosis 3. (1479–1425 f.Kr.), at han opholdt sig i landet under Qatna i det 33. år af sit kongedømme. Amenhotep 2. (1427–1401 f.Kr.) blev angrebet af Qatna, mens han krydsede floden Orontes, men han var sejrrig og fik krigsbytte, blandt andet er udstyret til en stridsvogn fra Mitanniriket nævnt i de egyptiske lister fra tiden under Ramses 3. (1180 f.Kr.). Tavler i kileskrift er afdækket under det kongelige palads i Qatna og her nævnes en tidligere ukendt konge ved navn Idanda, som styrte en gang omkring 1.400 f.Kr.
I løbet af det syriske felttog under den hettittiske konge Suppiluliuma 1. (1380–1340 f.Kr.) bad prins Akizzi af Qatna om hjælp fra farao Akhnaton, men uden at han fik den. Qatna var en af byerne i Syrien, som hettitterne angreb og plyndrede, og dets indbyggere blev ført bort som krigsfanger. Forespørgslen er kendt fra at Akizzi skrev tre af amarnabrevene. I teksterne fra Emar beskrev hvordan Qatna blev angrebet af aramæisktalende stammer i sen bronzealder, hvilket indebærer, at byen fortsat må have eksisteret på den tid, om end reduceret.
Højden, tell, var bosat også i tiden under det nybabylonske rige, en bit-hilani (oldtidspalads af særskilt arkitektur fra tidlig jernalder) er blevet udgravet, men byen forblev ubetydelig, efter som nabobyen Emesa (dagens by Homs) havde overtaget dens position som handelsstation.

## Historisk geografi og handel
På 1000-tallet f.Kr. udviklet handelsruterne, som forbandt Mesopotamien med Kypros, Kreta og Egypten. Qatna lå da nær enden af den vej, som knyttede sig til den mellemste Eufratdal, for eksempelvis Mari på vejen Palmyra (Tadmor) til Middelhavet. En anden rute begyndte fra Yamkhad (Aleppo) og førte via Qatna til Egypten. Homsdalen udgjorde en forbindelse til Middelhavet i nærheden af havnen i Byblos og Tripolis, gik mellem Libanon og Ansaribjergene (i dag An-Nusayriyah) i det nordvestlige Syrien. Qatna er nævnt i tinhandelen, som gik fra Maria via Qatna til Middelhavet, mens kobber fra Kypros gik den anden vej. Tekster i Mari nævner tekstiler, klæder, en særskilt bue, smykker, trævarer, vin og stridsvogne med to hjul som handelsvarer, som nåede Mari via Qatna og delvis gik videre til Babylon. Nyere videnskabelige undersøgelser har vist, at et udskåret bidsel med løvehoved (ca 1340 f.Kr.) fundet ved Qatna var lavet af rav, som var importeret fra kysten ved Østersøen. Denne type rav er også blevet fundet i området for den mykenske civilisation i samme tidsepoke.

## Arkæologi

### Udgravningshistorie
Tell-el-Mishrife blev først udgravet mellem 1924–1927 og 1929 af Robert du Mesnil du Buisson, mens Syrien var et fransk protektorat. Han afdækkede dele af bronzealderens kongepalads, tre porte og grave på skråningen mellem øvre og nedre by. I 1999 blev udgravningerne genoptaget af museet i Damaskus i samarbejde med italienske Universitet i Udine og tyske Universitet i Tübingen. I 2002 blev kongelige grave og kileskrifttavler opdagede.

### Fund
Levninger af paladset indeholdt importeret keramik fra Kypros, som er dateret til mellemste bronzealder. Nye udgravninger har afdækket lokalt produceret keramik fra gammelsyrisk (2000–1550 f.Kr.) og mellemsyrisk (1550–1200 f.Kr.) tid.
I 2002 blev der fundet en statue af basalt fra sen bronzealder (1600–1400 f.Kr.). Figuren var fremstillet med en såkaldt "syrisk frakke" med tykke kanter, som er tolket som et tegn på kongeværdighed og kan således repræsentere en navnløs konge fra Qatna.
I en undergrundskorridor blev der afdækket 63 kileskrifttavler i 2002. De var dækkede af brændte levninger fra flere tagbjælker. Det er muligt, at de blev skjult under den hettittiske invasion. Teksterne tilhører muligvis arkivet for kong Idanda og indeholder både efterretningsrapporter om den desperate politiske situation i nordlige Syrien, den hettittiske trussel og hjemlige og administrative tekster. Teksterne er skrevet i en blanding af akkadiske og hurriske sprog, som endnu er ukjente.

### Synlige levninger
Resterne af bymurene er fortsat bevarede til en højde af 20 meter i dele af den. Den består af mursten af ler og stykker af kalksten, som antagelig var dækket af sten. En kunstig voldgrav løb foran muren. Forsvarsmuren omkransede et kvadratisk område, hvilket er ganske usædvanligt for en bronzealderby. Det var fire porte på midten af hver af siderne. Portene havde modstående en stor, horisontal kalksten og sort basalt, fundamentet delvis hugget ud af bjerget. Indgangen var omtrent fire meter bred og førte til et portkammer, som var rundt otte meter dybt.
Højden ved midten af byen kan have fungeret som et akropolis. Det kongelige palads var lokaliseret på en anden højde i det nordvestlige hjørne i den øvre del af byen. Det er en af de største bygninger af denne type, som er kendt i bronzealderens Syrien. Beklageligvis blev talrige murvægge overset under udgravningerne i 1920-erne og blev gravet væk som uinteressante. Kun murene, som står lige imod de store stenplader eller afgrænses af den hårde gulvoverflade, står endnu. Formgivningen af paladset i Qatna er ganske lig den, som er Mari. Talrige søjler af basalt er lig dem i paladset i Yarim-Lim i Alalakh 7.. De store dimensioner for en del rum, den såkaldte tronsal, måler 20 meter på tværs, kan indikere at tagbjælker af cedertræ blev benyttet for at bygge tagene. Paladset er dateret til gammelsyrisk tid og kan også have været selve boligen for kong Ishi-Addu. På den såkaldte lille akropolis nord for den centrale jordhave blev der opdaget et andet palads i 2002, som kan have været bolig for et andet medlem af den kongelige familie.

## Eksterne lenker
- Informasjonsnettsted om Qatna
- Arkeologi ved Qatna Arkiveret 28. september 2006 hos  Wayback Machine, Universitet i Tübingen
- The Ancient Kingdom of Qatna Arkiveret 27. oktober 2020 hos  Wayback Machine, Universitet i Udine

34°50′06″N 36°51′57″Ø / 34.835°N 36.865833333333°Ø